# Duck Hunt
Duck Hunt (яп. ダックハント, Дакку Ханто) (Качине полювання) — відеогра для ігрової консолі NES, випущена Nintendo у 1984 році. Призначена для гри з використанням світлового пістолета. Всього було продано більш 28 млн екземплярів гри, що робить Duck Hunt другою найкращою за продажами грою на NES.

## Ігровий процес

Приклад ігрового процесу

Гравцю необхідно поцілити в качок, що вилітають з трави — одну або дві, в залежності від вибраного типу гри. За фабулою качок змушує злітати безіменний мисливський пес. На влучання в ціль відводиться три набої та кілька секунд, поки качка не полетить з екрана. При влучанні пес переможно висувається з трави зі здобиччю, при промаху — сміється з мисливця. На кожному рівні слід застрелити 10 качок, силуети яких показані внизу екрана. Силуети тих, в яких гравець зумів поцілити, стають червоними. Під силуетами розташовано шкалу, яка показує число качок, яких необхідно застрелити аби перейти на наступний рівень. За влучання в звичайну качку нараховуються очки (500), іноді з'являються синя (1000) чи червона качка (1500), за яких очок дається більше. Якщо рівень завершено без промахів, гравець отримує ще й бонусні очки. З кожним рівнем швидкість польоту качок зростає і збільшується кількість необхідних цілей.
У грі є три режими: з полюванням на одну качку, на дві, та додатковий зі стрільбою по тарілках. Останній режим полягає в знищенні однієї або декількох невеликих тарілок, що віддаляються (імітація стендової стрільби). Цей режим складніше перших двох через зменшення з часом розміру цілі. Маловідомий факт, але качками можна було керувати з другого джойстика, метою другого гравця було уникати пострілів, допоки за кілька секунд качка не втече автоматично.
Як і багато ранніх відеоігор, Duck Hunt не має визначеної кінцівки. Коли гравець досягає рівня 99 і проходить його, рівень змінюється на 00, але качки далі прискорюються.

## Оцінки й відгуки
Журнал «Nintendo Power» віддав грі Duck Hunt 150-е місце в переліку 200 найкращих ігор для NES. Сайт IGN поставив її на позицію № 77 з-поміж 100 найкращих ігор для NES.